# Tamsalu
Tamsalu är en ort i Estland. Den ligger i Tamsalu kommun och landskapet Lääne-Virumaa, i den centrala delen av landet, 80 km öster om huvudstaden Tallinn. Tamsalu ligger 126 meter över havet och antalet invånare är 2 594.
Terrängen runt Tamsalu är mycket platt. Runt Tamsalu är det glesbefolkat, med 11 invånare per kvadratkilometer. Närmaste större samhälle är Tapa, 14,4 km nordväst om Tamsalu. Omgivningarna runt Tamsalu är en mosaik av jordbruksmark och naturlig växtlighet.